# Edwige
Edwige ist als eine französische Form von Hedwig ein französischer weiblicher Vorname, der auch als Familienname vorkommt.

## Namensträger

### Vorname
- Edwige Fenech (* 1948), italienische Schauspielerin und Filmproduzentin
- Edwige Feuillère (1907–1998), französische Schauspielerin
- Marie-Edwige Hartig (* 1980), österreichische Politikerin kamerunischer Herkunft
- Edwige Pierre (* 1951), britische Schauspielerin
- Edwige Pitel (* 1967), französische Sportlerin

### Familienname
- Béatrice Edwige (* 1988), französische Handballspielerin
- Éric Edwige (* 1945), französischer Fußballspieler